# Orsennes
Orsennes ist eine französische Gemeinde mit 705 Einwohnern (Stand: 1. Januar 2022) im Département Indre in der Region Centre-Val de Loire; sie gehört zum Arrondissement La Châtre und zum Kanton Neuvy-Saint-Sépulchre. Die Einwohner werden Orsennais genannt.

## Geographie
Die Gemeinde Orsennes liegt etwa 40 Kilometer südsüdöstlich von Châteauroux. Der Fluss Gargilesse begrenzt die Gemeinde im Osten. Nachbargemeinden von Orsennes sind Malicornay im Nordwesten und Norden, Maillet im Norden, Cluis im Nordosten, Montchevrier im Osten, Méasnes (im Département Creuse) im Südosten, Lourdoueix-Saint-Michel im Süden, Saint-Plantaire im Südwesten und Westen, Gargilesse-Dampierre im Westen sowie Pommiers im Nordwesten.

## Bevölkerungsentwicklung
| Jahr                       | 1962 | 1968 | 1975 | 1982 | 1990 | 1999 | 2006 | 2013 | 2020 |
| Einwohner                  | 1446 | 1372 | 1185 | 1015 | 913  | 791  | 829  | 781  | 713  |
| Quellen: Cassini und INSEE |      |      |      |      |      |      |      |      |      |

## Sehenswürdigkeiten
- Kirche Saint-Martin
- Schloss Le Breuil-Yvain aus dem 15. Jahrhundert
- Dolmen de Chardy
- Dolmen du Bois Plantaire

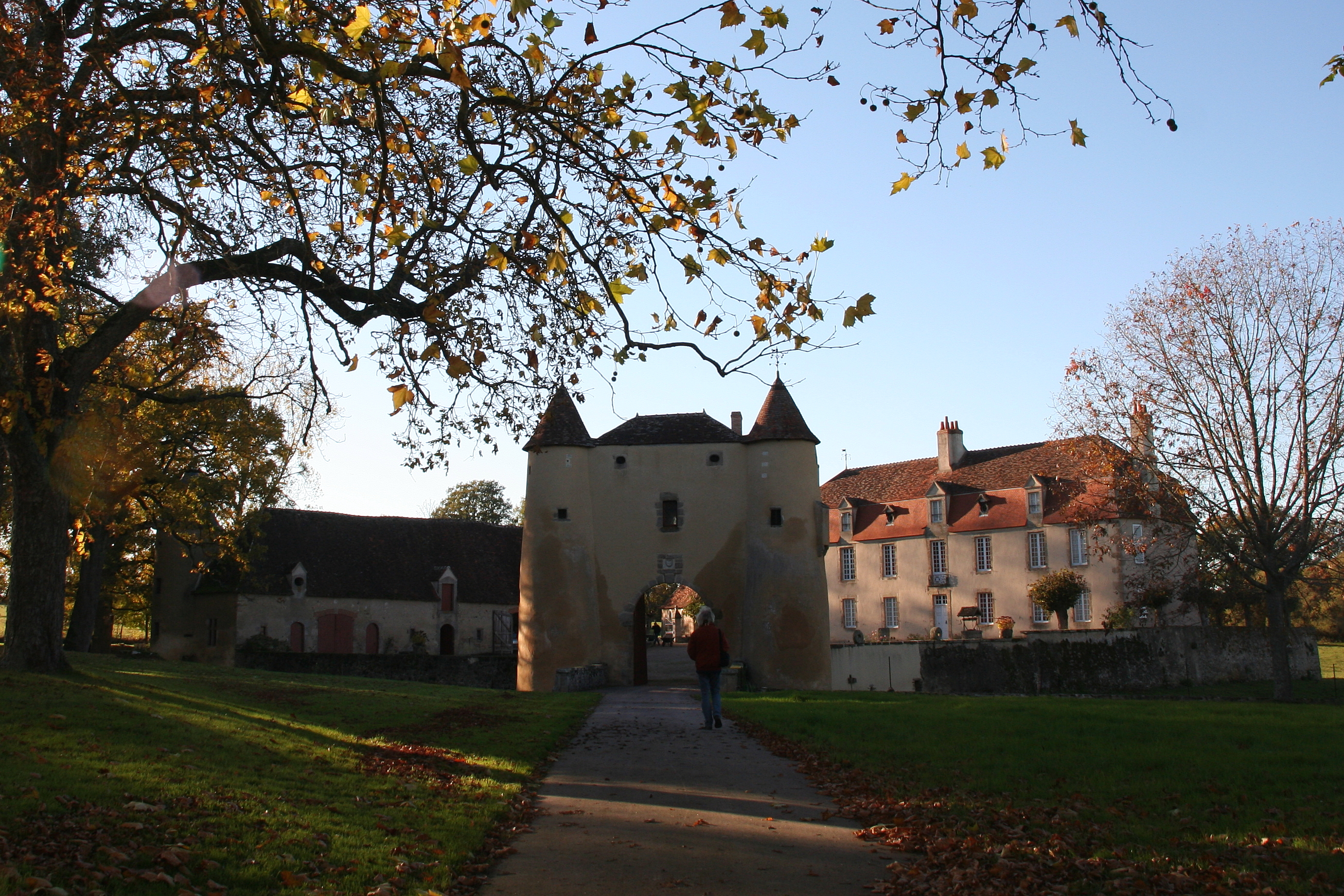
Schloss Le Breuil-Yvain
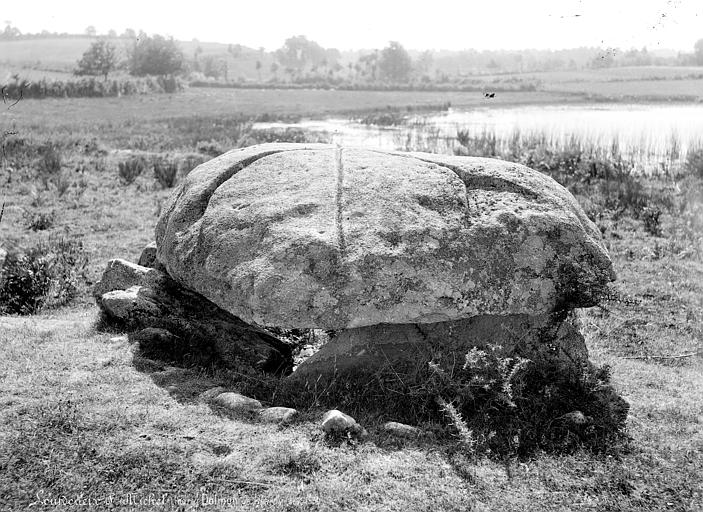
Dolmen de Chardy